# 扬子街道
扬子街道，是中华人民共和国安徽省滁州市琅琊区下辖的一个乡镇级行政单位。

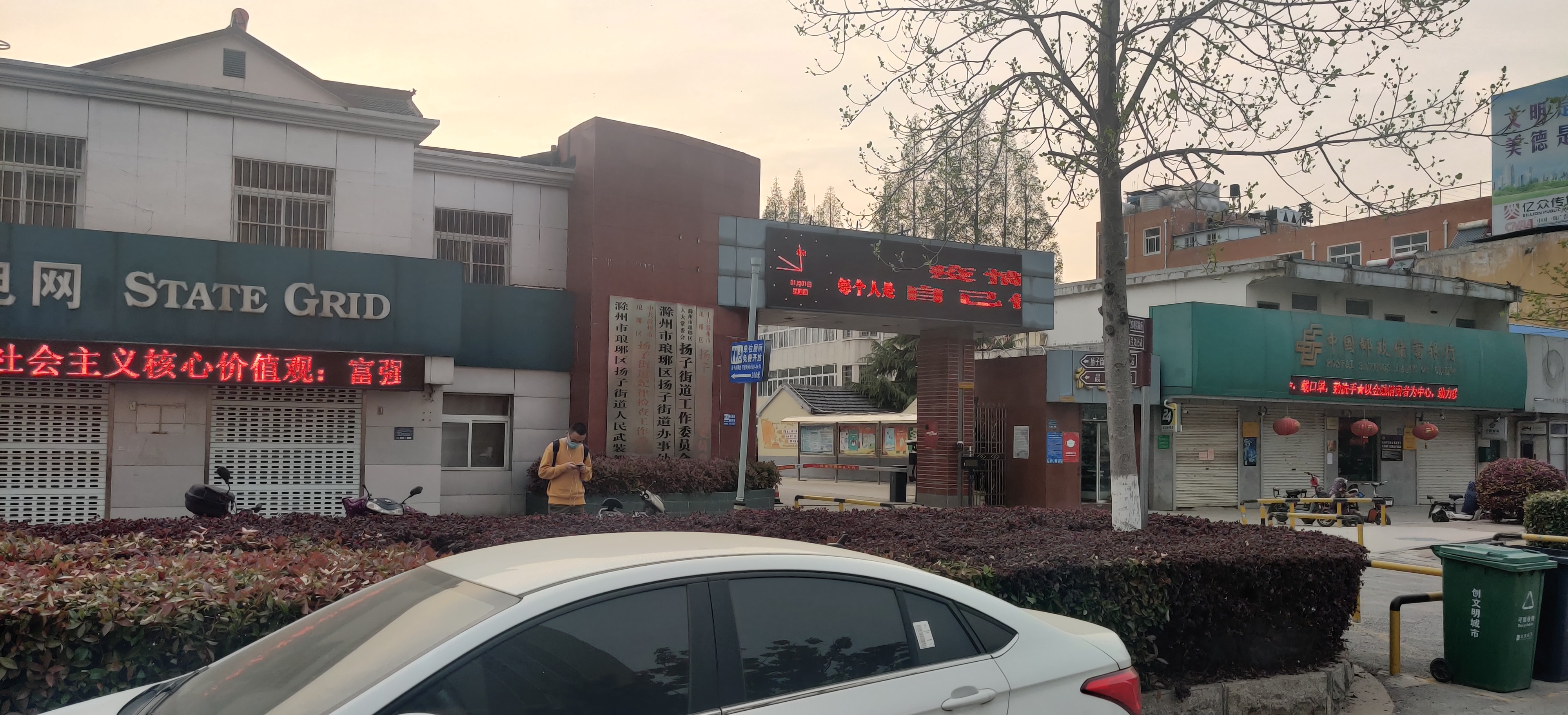
扬子街道办事处

## 行政区划
扬子街道下辖以下地区：
扬子社区、高桥社区、菱湖社区、永阳社区和菱溪社区。